# Château de la Gâtevine
Le château de la Gâtevine est situé à Chalais, en France.

## Localisation
Le château est situé sur la commune de Chalais, au lieu-dit « la Gâtevine », dans le département de l'Indre, en région Centre-Val de Loire.

## Étymologie
En ancien français : " gast " signifie inculte, lui-même issu du latin "vastum" signifiant terrain stérile, désert ou dévasté, de "vastus"  dévasté, gâté, désert. Le suffixe vine pourrait signifier vin.

## Description
Le château de la Gâtevine possède un corps de logis trapézoïdal et deux tours circulaires demi hors-œuvre dans l'angle, s'élevant sur un étage et un étage de comble éclairé par des lucarnes sculptées. Les portes de la façade sud sont à arc cintré à claveau central. La façade nord a été transformée au XIXe siècle avec le percement d'ouvertures encadrées en pierre de taille. Deux porches marquent l'entrée, côté nord et côté sud : porches en pierre à arc en plein-cintre avec les armes de la famille Loubes sculptées sur le claveau central. Une cave avec accès extérieur et entrée voûtée se trouve au milieu de la cour.

## Historique
La première mention d'une résidence seigneuriale en ce lieu remonte à 1337 et dépendait du marquisat de Bélâbre. En 1450, la maison noble est fortifiée. De l'édifice construit au XVe siècle autour d'une cour, subsistent le corps de logis adossé à la courtine nord, les deux tours cylindriques qui la commandaient, percées de nombreuses meurtrières, le fossé et quelques portions des murs d'enceinte. Décrit en mauvais état en 1716, le château est modernisé au cours des siècles suivants.[réf. souhaitée]
Des fermes ont été construites plus tardivement, XVIIIe siècle,XIXe siècle et début XXe siècle. Sur la route de Chalais se trouve la ferme des Queues qui dépendait aussi du château. L'ensemble a longtemps été détenu par la famille Loubes de la Gâtevine qui a été dépouillée du titre de gouverneur de Bélâbre en 1732 par Charles VII.
Le château est inscrit partiellement (éléments protégés : le corps de logis en totalité ; les façades et les toitures des bâtiments du domaine de la cour ; tous les éléments bâtis situés sur la parcelle et le sol de cette parcelle dite du lieu-dit la Gâtevine) au titre des monuments historiques par arrêté du 27 mai 2009.